# Carl Djerassi
Carl Djerassi (ur. 29 października 1923 w Wiedniu, zm. 30 stycznia 2015 w San Francisco) – amerykański chemik i farmaceuta pochodzenia austriackiego.
Carl Derassi urodził się w Wiedniu, jego rodzice (lekarz i dentystka) rozwiedli się sześć lat później. W 1938 roku, ze względu na zagrożenie ze strony nazistów, Carl wyjechał wraz z matką z Austrii, najpierw do Bułgarii, a następnie do Stanów Zjednoczonych. Znaleźli się w Nowym Jorku, praktycznie bez pieniędzy, więc Carl starał się o wparcie, pisząc list do Eleanor Roosevelt. 
Uzyskał stypendium, które pozwoliło mu na naukę w Tarkio College w Missouri, później studiował chemię w Kenyon College w stanie Ohio, ukończył je summa cum laude. W 1945 uzyskał stopień doktora na University of Wisconsin.  
Po uzyskaniu doktoratu przez rok pracował naukowo w New Jersey, a następnie wyjechał do Meksyku, gdzie podjął pracę w firmie Syntex, zajmującej się syntezą hormonów. Współpracował tam z George’em Rosenkranzem i Luisem Miramontesem. W 1951 roku, wraz z nimi, opracował metodę otrzymywanie syntetycznego  noretysteronu. W 1962 roku został on zatwierdzony do używania jako składnik doustnych środków antykoncepcyjnych.
W 1952 roku Carl Djerassi opuścił Syntex, aby wykładać na Wayne State University w Detroit. W 1959 roku przeniósł się na Uniwersytet Stanforda. Równocześnie (w latach 1957-1972) pracował w Synteksie, firma w tym czasie zmieniła siedzibę i przeniosła się z Meksyku do Doliny Krzemowej. W 1994 została przejęta przez grupę Roche.
Oprócz pracy naukowej (był autorem ok. 1200 artykułów) Djerassi pisał powieści oraz sztuki teatralne. Kolekcjonował dzieła sztuki (miał znaczący zbiór prac Paula Klee), na dawnej farmie w Kalifornii utworzył kolonię dla artystów.
Carl Djerassi był trzykrotnie żonaty, dwa pierwsze małżeństwa zakończyły się rozwodem. Jego trzecią żoną była Diane Middlebrook, poetka, autorka biografii i wykładowczyni na Uniwersytecie Stanforda, która zmarła na raka w 2007 roku. W 1978 roku, córka Carla Djerassi, Pamela, popełniła samobójstwo. 

## Wyróżnienia i nagrody
- National Medal of Science (1973)
- Nagroda Wolfa w dziedzinie chemii (1978)
- Medal Priestleya (1992)